# Malcolm Munthe
Malcolm Grane Ludovic Martin Munthe (ursprungligen med tilltalsnamnet Grane, kallade sig senare Malcolm), född 30 januari 1910, död 24 november 1995, var en brittisk underrättelseofficer, militär och författare.

## Biografi
Munthe var en av fyra brittiska underrättelseagenter som sändes till Norge omedelbart före den tyska ockupationen 1940 för att etablera radiokommunikation och kunna förbereda mottagning av mindre brittiska styrkor. När tyskarna kom, flydde han till Sverige, där han blev biträdande militärattaché vid den brittiska legationen.
Efter att Winston Churchill tagit initiativ till sabotageorganisationen Special Operations Executive, SOE, i juli 1940, upprättades under hösten en SOE-avdelning i Stockholm med Munthe som ansvarig under sin diplomatiska täckmantel. Huvuduppdraget var sabotage i Norge, och han drev på för att den norska motståndsrörelsen, som var ganska passiv, skulle genomföra sabotage. Hans agentorganisation, Röda hästen, som bestod av både svenskar och norrmän påstås ha gjort en misslyckad sprängning av ett tåg vid stationen i norska Gudå(no), mellan Meråker och Storlien 17 april 1941. Tåget var ett transiteringståg med tysk militär och materiel och resultatet blev lite krossat glas och skärsår på några passagerare.
Det fanns även misstankar om att SOE låg bakom en brand och påföljande explosion i ett ammunitionståg den 19 april 1941 på Krylbo station, den så kallade Krylbosmällen, men detta har aldrig kunnat bevisas och flera rapporter pekar på att det var en olycka. Munthe utvisades från Sverige dagen efter explosionen i Krylbo. I ett tv-program 1986, "Röda hästen", hävdade Munthe att han låg bakom sprängningen av ammunitionståget.

### Familj
Malcolm Munthe var son till läkaren och författaren Axel Munthe och dennes andra hustru Hilda Pennington-Mellor samt yngre bror till konstnären Peter Munthe (1908–1976). Efter kriget gifte han sig med Ann Felicity Rea och fick tre barn. Munthe ägnade sig en tid åt politik, men kom sedan att förvalta Hildasholm i Dalarna och det tusenåriga slottet Castello di Lunghezza(en) utanför Rom. Dessa fastigheter blev excentriska museer som han höll levande och visade för allmänheten.